# Цветков, Пётр Иванович
Пётр Иванович Цветков (1845—1914) — русский филолог-латинист, переводчик с латинского языка, заслуженный профессор Московской духовной академии.

## Биография
Родился 19 (31) августа 1845 года в семье священника Владимирской епархии, в предместье Киржача. 
Учился во Владимирском духовном училище, Владимирской духовной семинарии (вып. 1864) и в Московской духовной академии, где получил в 1868 году степень магистра богословия. В 1868—1869 гг. был учителем и воспитателем детей графа Путятина; одновременно, посещал лекции по классическим языкам в Санкт-Петербургском университете.
После прочтения трёх пробных лекций 11–17 февраля 1869 года по латинскому языку, был определён преподавателем этого языка в Московской духовной семинарии; 6 ноября 1870 года был избран на должность доцента на кафедре латинского языка и словесности Московской духовной академии; был допущен к исправлению этой должности 18 января 1871 года. В том же году защитил магистерскую диссертацию «Обзор апологетических трудов восточных отцов и учителей Церкви в IV и V веках» и 24 сентября был удостоен Советом академии степени магистра богословия. С 23 сентября 1878 года был экстраординарным профессором.
С 15 июля 1878 по 15 августа 1879 года был в заграничной командировке; слушал лекции по классическим языкам в Лейпцигском университете у профессоров – Курциуса, Ланге и Эккштейна, а в Берлинском университете — у профессоров Фалена и Гюбнера; жил в Риме, Флоренции, Неаполе и Мюнхене, посещая памятники классической древности и музеи.
В 1891 году за сочинение о Клементе был утверждён определением Св. Синода от 8 февраля 1891 года в степени доктора богословия и с 22 февраля назначен ординарным профессором. За этот труд он получил Макарьевскую премию от Синода. Другой его труд – «Песни св. Романа Сладкопевца» был также удостоен Макарьевской премии.
В 1896 году он получил звание заслуженного профессора Московской духовной академии; 6 мая 1901 года был произведён в действительные статские советники. В 1903—1905 годах был председателем Совета «Братства Преподобного Сергия».
Также он был преподавателем латинского языка в открывшейся в 1876 году в Сергиевском Посаде мужской прогимназии (которая позже стала гимназией), а также в частной женской прогимназии Д. Н. Тихомировой, где безвозмездно преподавал историю и географию. В Александро-Мариинском доме призрения с 1899 года до своей смерти был членом Совета и инспектором классов и за эту свою деятельность 6 декабря 1913 года был награждён орденом Св. Станислава 1-й степени.
С 24 февраля 1906 года был в отставке, оставаясь почётным членом академии и продолжая читать лекции до 1908 года. 
Умер 31 января (13 февраля) 1914 года и был похоронен в Сергиевском Посаде 4 февраля.
Его супруга, Елизавета Михайловна, заведовала частной женской прогимназией, основанной Цветковым в 1913 году.